# Теба (приток Томи)
Теба — река в России, протекает по Междуреченскому району Кемеровской области. Устье реки находится в 698 км от устья Томи по левому берегу. Длина реки составляет 39 км.

## Притоки
- 8 км: Берёзовая
- 13 км: без названия
- 16 км: Белая Теба
- 19 км: Коксу
  - 4 км: Сомнительный

## Данные водного реестра
По данным государственного водного реестра России относится к Верхнеобскому бассейновому округу, водохозяйственный участок реки — Томь от истока до города Новокузнецк, без реки Кондома, речной подбассейн реки — Томь. Речной бассейн реки — (Верхняя) Обь до впадения Иртыша.